# エスカピズム 〜甘いミルクを吸った子羊ちゃん〜
「エスカピズム 〜甘いミルクを吸った子羊ちゃん〜」（エスカピズム・あまいミルクをすったこひつじちゃん）は、2005年8月にリリースされたアンティック-珈琲店-の通算6枚目のシングルである。発売元はRed Cafe。

## 解説
- 原宿参部作第弐弾。
- エスカピズム（英表記でescapism）とは、現実逃避癖、白日夢の意味。
- アルバム『色彩モーメント』には原宿参部作で本曲のみ「色彩ver.」で収録された。

## 収録曲
1. エスカピズム(4分44秒)
  - 作詞:みく／作曲:坊